# Dolna Mitropoliya
Dolna Mitropoliya (en búlgaro: До̀лна Митрополѝя) es una ciudad de Bulgaria, capital del municipio homónimo en la provincia de Pleven.

## Geografía
Se encuentra a una altitud de 68 m s. n. m. a 162 km de la capital nacional, Sofía.

## Demografía
Según estimación 2012 contaba con una población de 3 133 habitantes.
|         | 2004  | 2005  | 2006  | 2007  | 2008  | 2009  | 2010  | 2011  |
| Mujeres | 1 765 | 1 740 | 1 730 | 1 736 | 1 736 | 1 722 | 1 708 | 1 577 |
| Varones | 1 660 | 1 634 | 1 639 | 1 616 | 1 595 | 1 581 | 1 552 | 1 465 |
| Total   | 3 425 | 3 374 | 3 369 | 3 352 | 3 331 | 3 303 | 3 260 | 3042  |